# Заболотный, Даниил Кириллович
Дании́л Кири́ллович Заболо́тный (16 [28] декабря 1866, Чеботарка, Подольская губерния — 15 декабря 1929, Киев) — российский и советский бактериолог и эпидемиолог. Действительный статский советник (1915).
Президент Всеукраинской академии наук (1928—1929), академик Всеукраинской академии наук (1922), академик Белорусской академии наук (1928), академик АН СССР (1929).
В 1920 г. создал в Одессе первую в мире кафедру эпидемиологии

## Биография
Родился 16 (28) декабря 1866 года в селе Чеботарка, Подольская губерния. Отец, Кирилл Заболотный, работал на строительстве железной дороги; умер в 1877 году. Мать, Евгения Сауляк, окончила пять классов женской гимназии; вскоре после смерти мужа была прикована туберкулёзом костей к кровати. Опеку над Даниилом и его младшим братом Иваном взял на себя брат матери, преподаватель гимназии.
В 1877—1880 годах учился в Нахичеванской прогимназии в Ростове-на-Дону, затем поступил в 5-й класс Ришельевской классической гимназии (Одесса). С 1885 года — студент естественного отделения физико-математического факультета Императорского Новороссийского университета (ныне — Одесский национальный университет имени И. И. Мечникова), где его руководителями были А. О. Ковалевский и Ф. М. Каменский. За участие в студенческих сходках в 1889 году отчислен из университета, арестован и три месяца провёл в тюрьме. Освобождён из тюрьмы по просьбе родственников и нескольких профессоров университета, в частности, И. И. Мечникова. В 1890 году работал на Одесской бактериологической станции, основанной И. И. Мечниковым. В бактериологической станции изучал санитарное состояние полей орошения, установив самостериализацию почвы в результате антагонизма микробов, выполнил экспериментальную работу по заражению и иммунизации сусликов холерным вибрионом через кишечник. В 1891 году, окончив экстерном университет, поступил на 3-й курс медицинского факультета Императорского Киевского университета Святого Владимира. В 1893 году Д. Заболотный вместе с И. Савченко исследовал проблему иммунизации человека против холеры. Руководствуясь опытами Klemperer’а, молодые исследователи изучали способы иммунизации человека путём введения реагентов через желудочно-кишечный тракт. Они повторили опыты Klemperer’а над собой и ещё двумя другими добровольцами. Став по назначению военным врачом, работал два года в Киевском окружном военном госпитале в заразном отделении и в лаборатории общей патологии профессора В. В. Подвысоцкого.

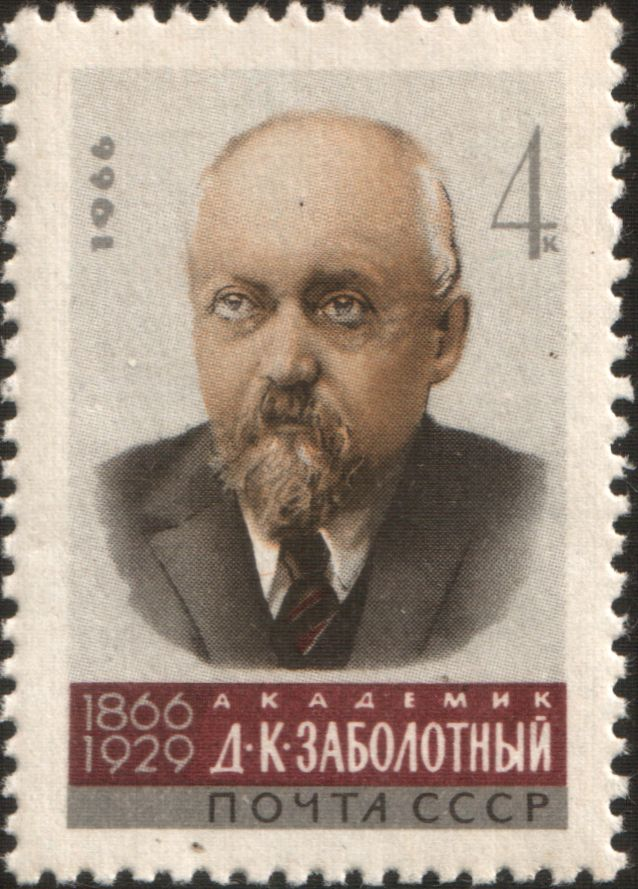
Почтовая марка, 1966 год

В 1894 году, сразу после окончания медицинского факультета, Заболотный начал свою работу врача-эпидемиолога выездного земского отряда по борьбе с эпидемиологическими болезнями в очагах эпидемии холеры и дифтерии в Подольской губернии. Здесь он провёл испытание эффективности противодифтерийной сыворотки на самом себе после экспериментального заражения дифтерией. Первым применил широкомасштабное лечение детей антидифтерийной сывороткой. В Каменец-Подольском организовал губернскую бактериологическую лабораторию, где изучал микрофлору кишечника при холере, холерный вибрион и др. Экспериментально доказал (заразив себя холерой), что от холерной инфекции можно защититься путём перорального введения в организм особой культуры вибрионов. Задолго до опытов Kolle впервые для иммунизации человека применил агаровую культуру микроорганизмов.
С 1896 года работал на кафедре общей патологии медицинского факультета Императорского Киевского университета Св. Владимира.
Участвовал в экспедициях по изучению и ликвидации чумы в Индии и Монголии (1897), Месопотамии (1898), Иране (тогдашняя Персия, 1899), Аравийском полуострове и Шотландии (1900), Маньчжурии и Китае (1898, 1910—1911), г. Кыштым Пермской области, Саратовской и Астраханской губерниях, Кавказе, Подольской и Бессарабской губерниях, Киргизской степи. Активно участвовал в ликвидации эпидемий холеры в 1894, 1909, 1910, 1918 годах.
В 1912 году совместно с И. И. Мечниковым Д. К. Заболотный смог получить первое объективное подтверждение способности чумного микроба передаваться от грызунов к человеку.
В 1897 году работал по приглашению и под руководством И. И. Мечникова в Институте Пастера в Париже.
В марте 1898 года назначен специалистом Императорского Института экспериментальной медицины под попечительством принца Ольденбургского (Архив Музея ИЭМ. Дело № 155: Личное дело Д. К. Заболотного, л. 5—6). Работал в противочумной лаборатории форта Александр I.
В 1899 году выдвинул предположение о природном резервуаре чумы — грызунах (суслики и тарбаганы). С 1899 года читал курс бактериологии слушательницам Женского медицинского института. В 1908 году в Императорской Военно-медицинской академии защитил докторскую диссертацию на тему: «К вопросу о патогенезе сифилиса».
Участвовал в ликвидации эпидемии чумы на Дальнем Востоке 1910—1911 годов.
Создал учение о природной очаговости чумы (1922). В 1898 году организовал в Санкт-Петербургском женском медицинском институте первую в России кафедру бактериологии (заведовал ею до 1928 года), в 1920 году в Одессе — первую в мире кафедру эпидемиологии. В 1921 году основал и был первым ректором Одесского медицинского института. В 1923 году в Военно-медицинской академии основал кафедру микробиологии и эпидемиологии с курсом дезинфекции. Организовал в 1928 году в Киеве Украинский институт микробиологии и вирусологии АН УССР, носящий ныне его имя. Один из основателей Международного общества микробиологов (1903). Руководил Санитарно-эпидемиологической комиссией Главного военно-санитарного управления Красной Армии, был членом Учёного медицинского совета Наркомздрава, организатором курсов военных и гражданских врачей-эпидемиологов. Депутат Петроградского и Киевского советов рабочих и крестьянских депутатов, 1921 году — член ЦИК СССР и Всеукраинского ЦИК.
Автор многочисленных научных работ о чуме, холере, малярии, сифилисе, дифтерии, сыпном тифе и других заболеваниях. Автор учебников: «Общая бактериология» (1909), «Основы эпидемиологии» (первый русский учебник, 1927), «Курс микробиологии» (1932).
Умер 15 декабря 1929 года в Киеве, будучи президентом Всеукраинской академии наук. Похоронен в родном селе.

## Награды
- Орден Святой Анны III степени (1898).
- Орден Святого Станислава II степени (1900).
- Орден Почётного легиона (1912)[9].

## Основные труды
- «О фосфоресценции живых организмов» («Записки Новороссийского Общества Естествоиспытателей», т. XVII);
- «Исследования по холере» («Centralblatt für Bact.», т. XV, 1894; «Deutsche Med. Woch.», 1893);
- «Исследования по чуме» («Архив Патологии Подвысоцкого», т. III; «Annales Pasteur», 1900);
- «Иммунитет при заразных болезнях» («Centralbl. für Bact.», т. XV, 1894 и «Архив Патологии Подвысоцкого», т. III);
- «Агглютинация при тифе» («Архив Патологии Подвысоцкого», т. III);
- «О внутриклеточных ферментах лейкоцитов» (ib., 1903).

## Увековечение памяти
- В честь Д. К. Заболотного в Киеве названа улица (массив Феофания).
- В честь Д. К. Заболотного в Петровском районе г. Донецка названа улица.
- В честь Д. К. Заболотного с середины 1970-х годов названа улица в городе Одессе (посёлок им. Котовского), улица в Гурьеве, ныне переименована.
- В честь Д. К. Заболотного названа кафедра микробиологии, вирусологии и иммунологии Первого Санкт-Петербургского государственного медицинского университета им. И. П. Павлова.
- В селе Заболотное Крыжопольского района Винницкой области находится музей памяти Д. К. Заболотного.
- В городе Винница медицинский колледж носит имя акад. Д. К. Заболотного, создан музей его памяти.